# Vodeni sat
Vodeni sat ili klepsidra (grč. ϰλεψύδρα, prema ϰλέπτεıν: krasti i ὕδωρ: voda) je antička naprava za mjerenje vremena s pomoću vode ili ulja, poznata već u drevnom Egiptu u 2. tisućljeću pr. Kr. Sastoji se od dviju posuda. Voda teče kroz kapilarnu cijev iz jedne posude u drugu i u njoj podiže plovak koji pak pokreće figuru što pokazuje vrijeme označeno na stupiću s brojkama. Vrijeme koje je potrebno da se napuni druga posuda, uvijek je stalno (konstantno). Na sličan način radi i pješčani sat. Klepsidra je simbol prolaznosti i smrti te kao takva čest motiv u kiparstvu i slikarstvu.
Vodeni sat je sat koji se koristio za mjerenje kratkih razdoblja vremena tokom dana ili noći, a koristio je približno jednoliko protjecanje vode kroz tijesan otvor iz jedne posude u drugu. Vodeni i sunčani satovi se smatraju najstarijim mjernim instrumentima za mjerenje vremena. Ne zna se točno kada su izumljeni, a prvi zapisi datiraju iz 14 stoljeća pr. Kr. iz Egipta i Babilona. Ostaci vodenih satova su pronađeni i u Indiji i Kini. U staroj Grčkoj i antičkom Rimu vodeni satovi su se dalje usavršavali, dodavanjem pokazivača vremena, zupčanika, povratne veze, zapinjača, a sve s ciljem povećanja točnosti. Daljnji napredak je ostvaren u Bizantu i u arapskom srednjovjekovnom svijetu, gdje se vodenom satu dodaju vodeničko kolo, planetarni prijenosnik i elementi programiranja. I Kinezi su neovisno usavršavali svoje vodene satove, dodavanjem vodeničkog kola, zapinjača, da bi se kao takvi proširili u Japan i Koreju. Vodeni satovi su se uglavnom podešavali sa sunčanim satovima. Ostali su u upotrebi sve do 17. stoljeća, kada se uvodi u upotrebu mehanički sat s klatnom (njihalom).

## Stari Egipat
Najstariji vodeni sat za koji postoji dokaz je iz 1417. do 1379. pr. Kr., za vrijeme vladavine faraona Amenofisa III., a pronađen je zapis u hramu posvećenom bogu Amonu u Karnaku. Zapis je pronađen na nadgrobnom spomeniku dvorskog sudskog službenika Amenemheta, koji se smatra izumiteljem vodenog sata. To je bio jednostavni vodeni sat, iz kojeg je istjecala voda, kamena posuda s malim otvorom pri dnu posude. Bilo je 12 oznaka koje su označavale satove, kada bi voda došla do njih. Ustvari, dužina sata je bila različita, ovisno o dužini dana, po ljeti je bio duži, a po zimi kraći. Vodeni sat su koristili svećenici za određivanje vremena svojih obreda po noći.

## Babilon
U starom Babilonu vodeni sat se koristio za astronomske proračune. Nije sačuvan ni jedan vodeni sat, ali postoje zapisi na glinenim pločicama. Ti vodeni satovi nisu imali oznake na sebi, već se vrijeme računalo prema težini vode koja bi istekla. Dužina sata je bila različita, ovisno o dužini dana, po ljeti je bio duži, a po zimi kraći.

## Indija
Pretpostavlja se da su se glinene posude iz nalazišta Mohendžo Daro, koristile kao vodeni satovi. Zapisi o njima postoje i u Atharuavedi,  a to je četvrta Veda. Vodeni satovi su se koristili u astrologiji. I danas se ponekad koriste u budističkim školama.

## Kina
U Kini su se vodeni satovi koristili u astronomiji i astrologiji. Najstariji zapis o njima datira iz 6 stoljeća pr. Kr. Vodeni satovi su se podešavali sa sunčanim satovima, jer je primjećeno da protok vode ovisi o vlažnosti zraka i hlapljenju vode. Kasnije su zamijenili vodu sa živom ili pijeskom. Poznati astronom Zhang Heng je ugradio vodeničko kolo i jednu dodatnu posudu, jer je primijetio da protok vode ovisi o visini vode u posudi (hidrostatički tlak). 
Danas u Pekingu za turiste još uvijek radi vodeni sat na Kuli s bubnjevima. Na njoj svakih 15 minuta izlazi mala brončana figura koja udara u činele. Taj vodeni sat koristi još zapinjač i lančani prijenos.

## Stara Grčka i Rim
Grčki je svijet imao i rafiniranije vodene satove, primjerice onaj što ga je napravio izumitelj Ktesibije Aleksandrijski oko 270. pr. Kr. Kod njega je istjecanje vode, precizno upravljano pipcima, pokretalo svakovrsne automate pa su u njima zvonila zvonca, gibale se lutke i cvrkutale ptice - bio je to vjerojatno prvi sat s kukavicom. U antičkom Rimu, inženjer Vitruvije je opisao alarmne vodene satove s bubnjevima i trubama. 
Vodeni je sat još vredniju zadaću našao u sudnici, gdje je strankama određivao koliko smiju govoriti. Ako bi se govor morao načas prekinuti, primjerice zbog uvida u spis, izlazna bi se cijev začepila voskom, a odčepila tek kad bi govornik nastavio. U sportu se pak njima, na rimskim igralištima, određivao pobjednik utrka.
U Ateni je pak Kula vjetrova, koju je sagradio astronom Andronik negdje pri početku 1. stoljeća pr. Kr., na vrhu imala Sunčani sat, a u unutrašnjosti složeni vodeni sat, koji je pokazivao vrijeme preko brojčanika, dok je okretni disk pokazivao gibanje zvijezda i godišnji put Sunca kroz zviježđa.

## Islamski svijet
Kasnije su u islamskom svijetu bili napravljeni veličanstveni vodeni satovi. Jedan su posebno kićen primjerak emisari kalifa Haruna al-Rašida donijeli iz Bagdada Karlu Velikom (724. – 814.), vladaru Svetoga Rimskog Carstva. U 11. stoljeću arapski mehanici u Toledu napravili par velikih vodenih sat s posudama koje su se punile kad bi mjesec rastao, a praznile kad bi opadao. One su pak bile napravljene tako promišljeno, da su radile preko stotinu godina bez ikakve potrebe za ugađanjem.